# Hõbevalge
Hõbevalge (in italiano "Hõbevalge. Sulla rotta del vento, del fuoco e dell'Ultima Thule") è il saggio più conosciuto di Lennart Meri, e fu pubblicato nel 1976.
Questo lavoro ricostruisce la storia antica dell'Estonia e delle regioni del Mar Baltico. La peculiarità della lingua estone, che appartiene al gruppo linguistico baltofinnico della famiglia Uralica, identifica gli Estoni come un popolo non indoeuropeo ed uno dei più antichi a popolare le terre del Nord Europa. Come già in altri lavori, Meri combina sorgenti documentarie del mondo classico mediterraneo con la sua profonda conoscenza della storia e della mitologia nordica pre-indoeuropea. Mediante rigorose indagini storiche, scientifiche ed etnografiche e materiale raccolto durante i suoi viaggi tra il Baltico, gli Urali e la Siberia prospetta entusiasmanti nuove prospettive di studio sulle reciproche influenze che le terre del Baltico e quelle del Mediterraneo hanno avuto in periodi molto antichi. “Se la geografia è prosa, le mappe sono iconografia”, scrive Meri.
Hõbvalge si basa su fonti geografiche ricavate principalmente da antichi navigatori e svela con una accurata analisi il segreto della leggendaria Ultima Thule. Thule è il nome che fu attribuito dai greci e latini alla terra più lontana mai raggiunta nel Nord, e ritenuta essere situata a sei giorni di viaggio dalla Britannia. Sono state suggerite molte alternative per la sua localizzazione, tra le quali le isole Shetland, l'Islanda e la Norvegia. Secondo Meri è possibile che il nome "Thule" derivi da un antico verso ritmico popolare tradizionale dell'Estonia che narra dell'origine del cratere meteoritico del lago di Kaali a Saaremaa.
Già nel saggio Tacituse tahtel (2000) Meri esamina antichi contatti tra l'Estonia e l'Impero Romano e nota come l'Estonia diede un grande contributo alla comune cultura dell'Europa. I maggiori contributi riguardano la lavorazione delle pellicce, il commercio dell'ambra, la mitologia sorta attorno a questa gemma, ma soprattutto la diffusione di un processo di essiccazione molto efficiente ed in uso in Livona e il commercio di grano libero da malattie rifornito in tutta Europa negli anni di carestia.
2016 è stata pubblicata da Gangemi Editore la versione italiana "Hõbevalge. Sulla rotta del vento, del fuoco e dell'Ultima Thule" tradotto e adattato da Daniele Monticelli, semiologo dell'Universitá di Tallinn. Il progetto di traduzione é durato 6 anni. Il curatore del progetto è stato Gianni Glinni e progetto è stato realizzato da Lennart Meri Euroopa Sihtasutus e Associazione Italia Estonia.